# Zalew Kamieński
Zalew Kamieński – zalew na Dziwnie, w północno-zachodniej Polsce, w woj. zachodniopomorskim, w okolicy Kamienia Pomorskiego.
Od zachodniego brzegu do zalewu uchodzą wody Lewieńskiej Strugi, płynącej z jeziora Koprowo. Na północnym wschodzie, przed ujściem Dziwny do Bałtyku w okolicy Dziwnowa, zalew tworzy Zatokę Wrzosowską, z którą jest połączony poprzez Sokolicki Przepływ. Przy południowo-wschodnim brzegu znajduje się zatoka Karpinka, odbierająca wody rzeki Świniec. Bardziej na południe leży miasto portowe Kamień Pomorski, a nieco dalej znajduje się zatoka Promna, przez którą zalew jest połączony z Zatoką Cichą. Od południa zalew ogranicza Wyspa Chrząszczewska, a przy południowym zachodzie ciągnie się dalej Dziwna.
Zalew Kamieński (wraz z Dziwną) stanowi morskie wody wewnętrzne Polski.
Zalew jest objęty obszarem specjalnej ochrony ptaków „Zalew Kamieński i Dziwna” oraz specjalnym obszarem ochrony siedlisk „Ujście Odry i Zalew Szczeciński”.
Nad Zalewem leżą:
- Dziwnów
- Dziwnówek
- Wrzosowo
- Kamień Pomorski
- Międzywodzie.

Do 1945 r. stosowano niemiecką nazwę Camminer Bodden. W 1949 r. ustalono urzędowo polską nazwę Kamieński Zalew. W 1991 r. ustalono kolejność w nazwie – Zalew Kamieński.